# Trichocentrum neudeckeri
Trichocentrum neudeckeri är en orkidéart som beskrevs av Willibald Königer. Trichocentrum neudeckeri ingår i släktet Trichocentrum och familjen orkidéer.
Artens utbredningsområde är Bolivia. Inga underarter finns listade i Catalogue of Life.